# Tom Hurst (cầu thủ bóng đá)
Thomas William Hurst (23 tháng 9 năm 1987) là một cầu thủ bóng đá người Anh hiện tại là cầu thủ tự do.

## Sự nghiệp
Hurst sinh ngày 23 tháng 9 năm 1987 ở Leicester, Leicestershire và bắt đầu sự nghiệp với Boston United và từng thi đấu một trận  ở Football League, thất bại 4-2 trước Rushden & Diamonds vào ngày 16 tháng 4 năm 2005. Anh chỉ thi đấu cho đội trẻ vào mùa giải 2005-06, và có 20 lần ra sân.